# Colour of the Trap
Colour of the Trap es el álbum debut del músico inglés Miles Kane publicado el 9 de mayo de 2011.

## Pistas
| N.º   | Título                   | Escritor(es)         | Duración |  |
| 1.    | «Come Closer»            | Kane                 | 2:59     |  |
| 2.    | «Rearrange»              | Kane, Alex Turner    | 3:29     |  |
| 3.    | «My Fantasy»             | Kane                 | 3:20     |  |
| 4.    | «Counting Down the Days» | Kane, Alex Turner    | 3:21     |  |
| 5.    | «Happenstance»           | Kane, Alex Turner    | 3:04     |  |
| 6.    | «Quicksand»              | Kane, Gruff Rhys     | 3:19     |  |
| 7.    | «Inhaler»                | Kane, Sean Bonniwell | 3:03     |  |
| 8.    | «Kingcrawler»            | Kane                 | 3:37     |  |
| 9.    | «Take the Night From Me» | Kane                 | 2:55     |  |
| 10.   | «Telepathy»              | Kane, Turner         | 3:07     |  |
| 11.   | «Better Left Invisible»  | Kane, Turner         | 3:20     |  |
| 12.   | «Colour of the Trap»     | Kane, Turner         | 3:28     |  |
| 38:57 |                          |                      |          |  |